# Coleophora cuprariella
Coleophora cuprariella is een vlinder uit de familie kokermotten (Coleophoridae). De wetenschappelijke naam is voor het eerst geldig gepubliceerd in 1864 door Lienig & Zeller.
De soort komt voor in Europa.